# Cleistogenes festucacea
Cleistogenes festucacea är en gräsart som beskrevs av Masaji Masazi Honda. Cleistogenes festucacea ingår i släktet Cleistogenes, och familjen gräs. Inga underarter finns listade i Catalogue of Life.